# Mediothele australis
Mediothele australis är en spindelart som beskrevs av Raven och Norman I. Platnick 1978. Mediothele australis ingår i släktet Mediothele och familjen Hexathelidae. Inga underarter finns listade i Catalogue of Life.